# Wound Man

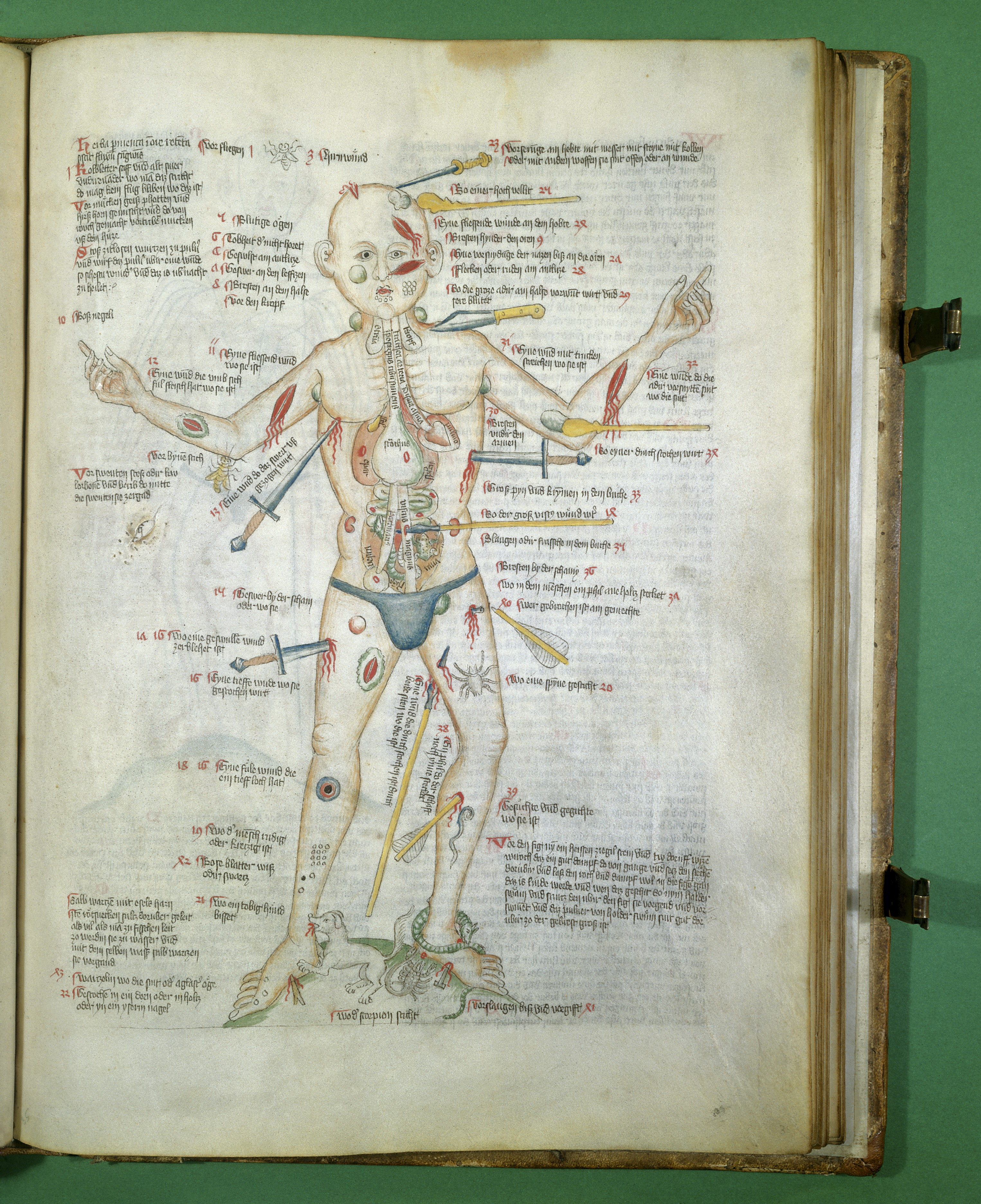
The Wound Man de um manuscrito feito na Alemanha provavelmente por volta de 1420 (Londres, Wellcome Library MS 49)

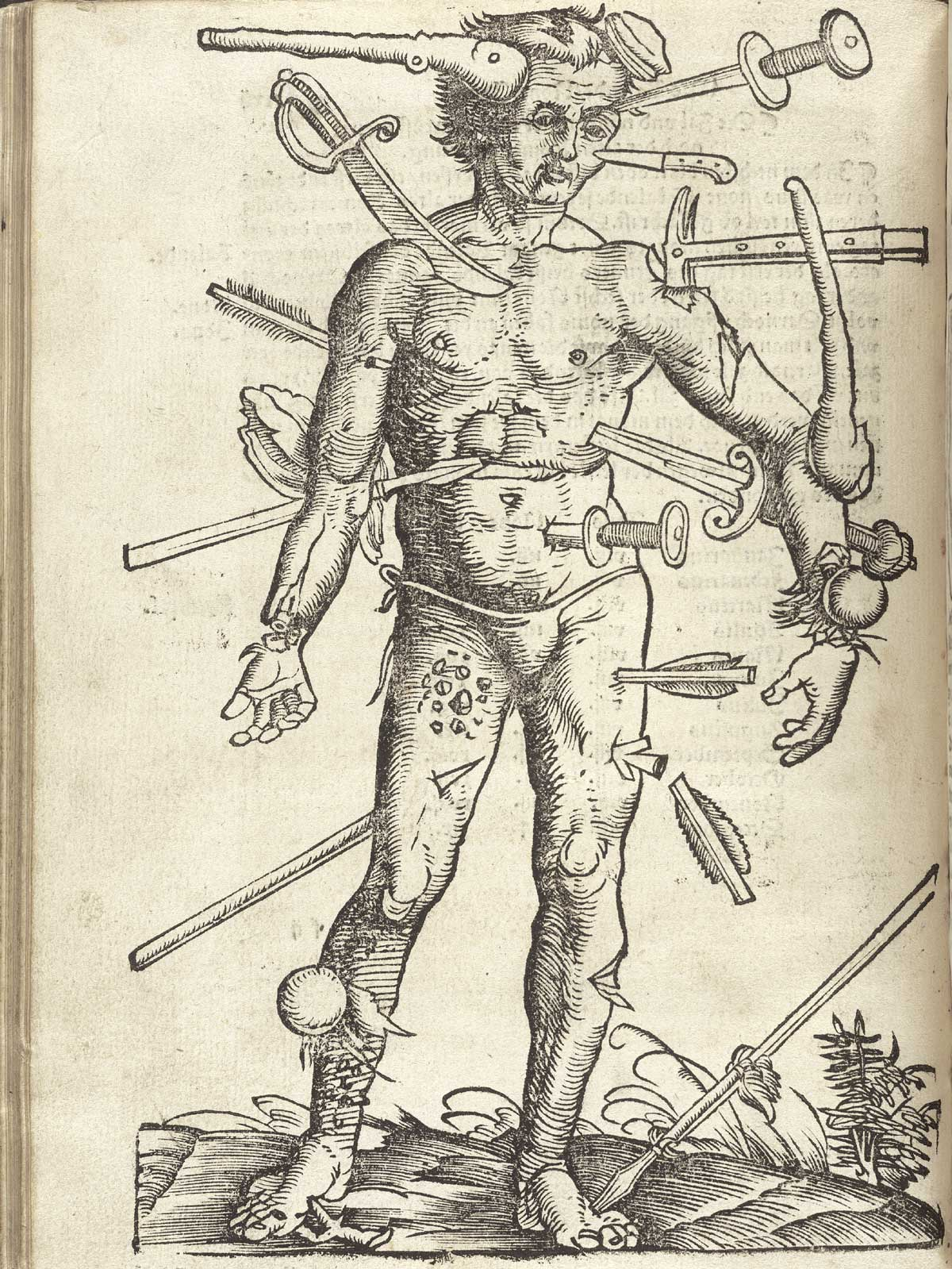
Wound Man, de Feldtbuch der Wundartzney, de Hans von Gersdorff (Strasburg, 1519).

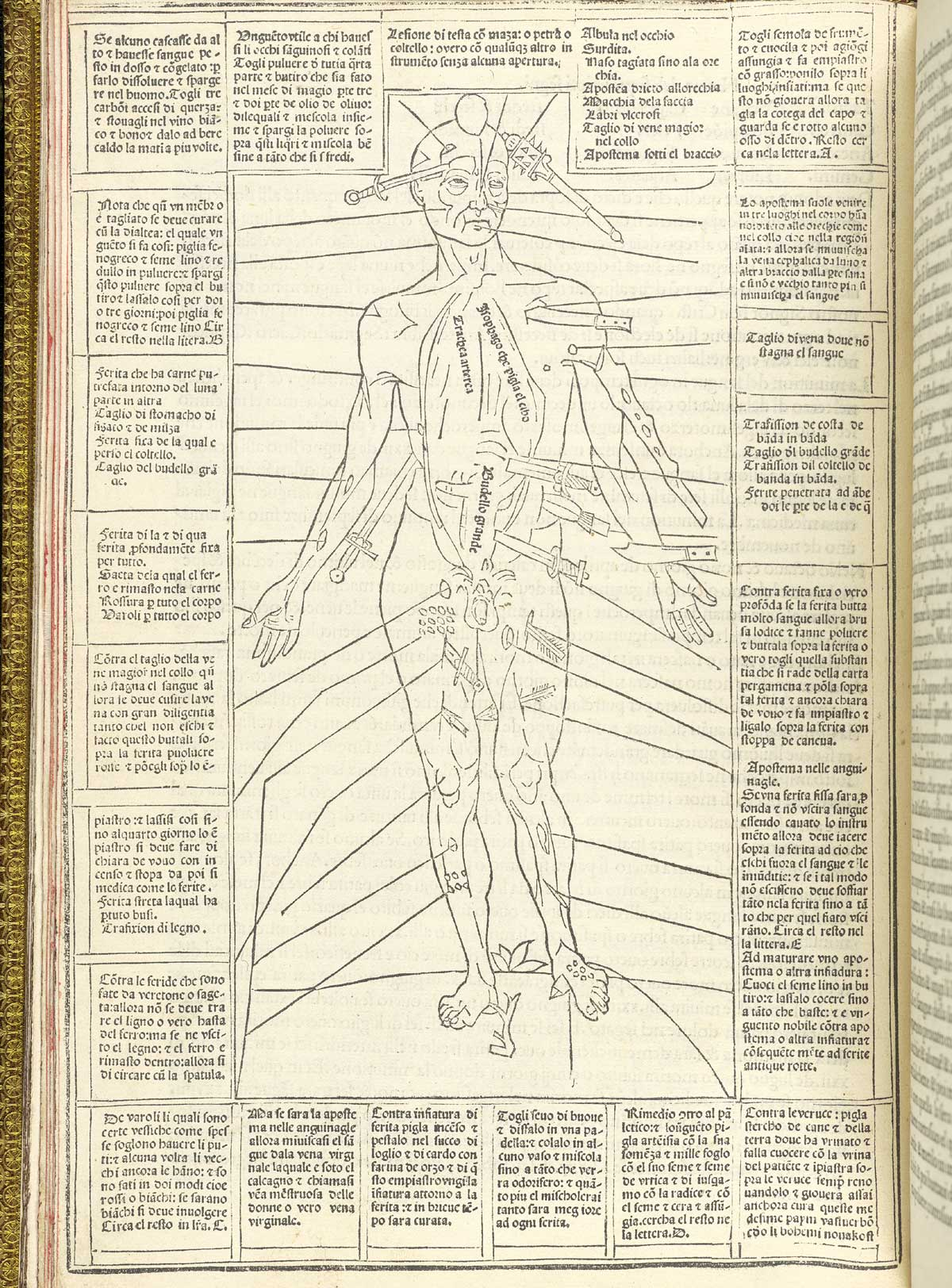
Homem Ferido do Fasiculo de Medicina (Veneza, 1495).

The Wound Man (em português: O Homem Ferido) é um diagrama cirúrgico que apareceu pela primeira vez em manuscritos médicos europeus dos séculos XIV e XV. A ilustração atuou como um índice anotado para orientar o leitor através de várias lesões e doenças cujas curas relacionadas podiam ser encontradas nas páginas próximas do texto. A imagem apareceu pela primeira vez em um livro impresso em 1491, quando foi incluída no Venetian Fasciculus medicinae, provavelmente a primeira miscelânea médica impressa da Europa. Depois disso, circulou amplamente em livros impressos até o século XVII. O homem ferido desde então se tornou uma figura reconhecível na cultura popular. 

## Descrição
O Homem Ferido ilustra vários ferimentos que uma pessoa pode receber por causa de guerra, acidente ou doença: cortes e contusões de várias armas, erupções cutâneas e pústulas, arranhões de espinhos e mordidas de animais peçonhentos. A figura também inclui alguns esboços anatômicos esquemáticos de vários órgãos dentro de seu abdômen transparente e incomum. 
Nas versões manuscritas anteriores, a figura é cercada por números e frases que indicam onde, no tratado que o acompanha, um curandeiro pode encontrar um procedimento útil em particular. Por exemplo, em um alemão Wound Man, agora na Wellcome Library, Londres (MS 49), a aranha subindo pela coxa do homem é rotulada como 'Wo eine spynne gesticht, 20' ("Quando uma aranha morde, 20"], direcionando o leitor ao parágrafo 20 do livro para uma cura apropriada. Da mesma forma, escrita ao longo da grande lança que perfura o lado esquerdo da figura e penetra no estômago, está a lenda 'So der gross viscus wund wirt, 14' ("Se o intestino grosso estiver lesionado, 14"). Voltando ao número de cura correspondente 14, o leitor encontra: 
14. Item: Se o  groze darm  (intestino grosso) ou o  magen  (estômago) ou o  gederme  (entranhas) estão feridos, você pode curá-lo assim: costurá-lo com um fio fino e polvilhar  rot puluer  nele. O mesmo pó é bom para todas as feridas, e o melhor pode ser feito assim. Pegue 9 partes de  swartz win  (vinho preto), que é o mais vermelho e um lote de hematita, um lote cada de noz-moscada e  incenso branco, três lotes de goma arábica, um lote cada de  sanguinem draconis  (sangue de dragão, seiva da  Dracaena cinnabari  árvore) e  múmia  (possivelmente uma planta específica encontrada em crescimento nos cemitérios). Junte tudo isso, faça um pó e guarde-o conforme necessário.
Apesar dessas lesões, no entanto, o Wound Man ainda é retratado como estando desafiadoramente vivo. Isso reafirma o fato de que a figura não era uma ameaça: em vez disso, explicou e glorificou as curas e os tratamentos médicos disponíveis nos textos que ele acompanhava.

## Na cultura popular
O homem ferido continua a ser referenciado na cultura popular: 
No romance Red Dragon, de 1980, de Thomas Harris, é mencionado que Will Graham foi informado sobre o fato de Hannibal Lecter ser um serial killer a partir desse diagrama, pois Lecter matou sua sexta vítima dessa maneira. Uma referência adicional ao diagrama é feita pela personagem Clarice Starling na sequela do romance Hannibal. The Wound Man também é mencionado na temporada 1, episódio 6 da série de TV Hannibal da NBC em 2013, e novamente visualmente e por nome na temporada 2, episódio 7 do mesmo programa. 
O Royal College of Emergency Medicine usa um homem ferido como um defensor em sua conquista heráldica. 
O Homem Ferido do tratado de von Gersdorff de 1519 é usado como capa de The Practical by Stone Franks. 